# Neothraupis fasciata
Tangará-picanço ou cigarra-do-campo (Neothraupis fasciata) é uma espécie de ave da família Thraupidae nativa da América do Sul. É o único membro do gênero Neothraupis.

## Taxonomia
A cigarra-do-campo foi descrita formalmente em 1823 pelo naturalista alemão Martin Lichtenstein sob o nome binomial Tanagra fasciata. A espécie é atualmente o único membro do gênero Neothraupis, que foi introduzido em 1936 pelo ornitólogo austríaco Carl Eduard Hellmayr.
O nome do gênero combina o combina a palavra grega neos, que significa "novo" e thraupis, palavra utilizada para se referir a uma ave pequena desconhecida. O epíteto específico tem origem no latim fasciatus, que significa "com faixa". Não são reconhecidas subespécies.

## Descrição
A plumagem da cigarra-do-campo é notavelmente similar às de diversas espécies do gênero Lanius, mas essas espécies são bem distantemente relacionadas das aves canoras. Machos e fêmeas dessa espécie são similares, mas as fêmeas são mais apagadas. Mede em torno de 16 cm de comprimento e pesa 29–32 g.

## Distribuição e habitat
Essa espécie é nativa do sul e do centro da América do Sul ocorrendo de 550 a 1100 m de altitude. É exclusiva do Cerrado, bosques e arbustos do centro-leste do Brasil, nordeste do Paraguai e nordeste da Bolívia. É frequentemente observada na Chapada dos Guimarães, Mato Grosso, Brasil.

## Comportamento
Normalmente visto em pares ou pequenos grupos de até 12 indivíduos, em média 7. Alimenta-se de insetos. Reproduz-se entre outubro e novembro. O ninho é profundo e possui forma de xícara, normalmente colocado em uma pequena árvore ou arbusto, forrado com grama. As ninhadas são de 2-3 ovos. O casal é frequentemente ajudado por jovens de ninhadas anteriores, que têm as partes cinzentas da plumagem parcial ou totalmente substituídas por castanhas (esta plumagem acastanhada às vezes erroneamente referida como pertencente à fêmea adulta).

## Conservação
A cigarra-do-campo foi classificada como quase ameaçada pela IUCN devido ao fato de que sua população, geralmente escassa, é considerada decrescente devido à degradação e destruição de habitat pelo desenvolvimento da agricultura.

### Ameaças
A conversão para safras de soja, safras de exportação e plantações de eucalipto impactaram severamente os habitats do Cerrado nos três países onde ocorre, com pastagens no Paraguai ameaçadas pela pecuária extensiva. Um estudo realizado no Brasil (Duca et al. 2009) sugere que o manejo de queimadas é a opção mais econômica para aumentar as populações.

### Ações de conservação
No Brasil, esta espécie ocorre em várias áreas protegidas, como os parques nacionais da Serra da Canastra, Chapada dos Guimarães, Chapada dos Veadeiros, das Emas e de Brasília entre outros.